# Teknisk analys

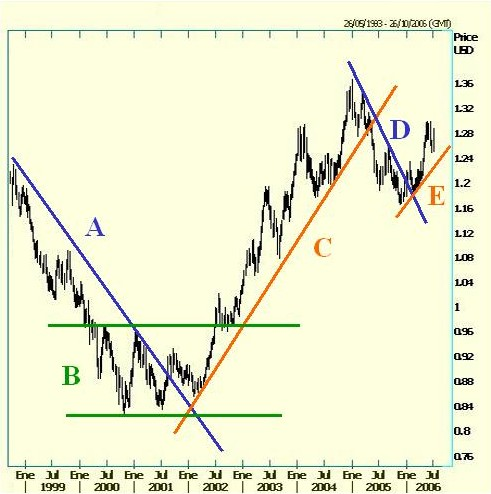
Teknisk analys-diagram

Teknisk analys (TA) är ett samlingsnamn för grafisk information och utifrån den historiska kursutvecklingen för aktier, valutor, råvaror med mera försöka förutsäga den framtida utvecklingen. Hypotesen är att marknader ofta följer vissa mönster som möjliggör prognoser.
Teknisk analys motiverar inte ett värde utan på hur värdet, som sätts av marknaden, förändras över tiden. Priser antas följa trender som med hög sannolikhet fortsätter i trendens riktning. Ett mål för teknisk analys är att förutse trendbrott. 
En gren inom teknisk analys studerar beteendevetenskapliga aspekter och en annan undersöker modeller och system som anger när det är lönsamt att köpa eller sälja. Man har genom teknisk analys kunnat konstatera att vissa beteendemönster återkommer gång på gång. Därmed går det att identifiera dem i takt med att de visar sig. På så vis blir det lättare att förutspå hur marknaden kommer att utvecklas när man använder sig av teknisk analys.
En teknisk analys skiljer sig från en fundamental analys, som anses ha ett begränsat prognosvärde, då marknaden inte alltid är rationell utan i stor utsträckning styrs av psykologiska faktorer. En aktie kan vara övervärderad enligt en fundamental analys men kursen fortsätter ändå att stiga. Fundamental analys visar sig först efter något halvår eller mer i kurserna. Vid teknisk analys hittar analytikern i stället all väsentlig information direkt i diagrammen. Analytikern kan vid teknisk analys bortse från hur det står till med de verksamheter vars instrument handlas på marknaden, och nöja sig med att analysera prismönster.
I de tidiga dagarna av teknisk analys - 1980-talet och början av 1990-talet - var marknaderna mycket mindre effektiva än de är nu. Historiska data var knappa och dyra, bid-ask spreads var breda, provisionerna var höga, innehavsperioderna var långa och portföljer var på modet.
Richard Dennis och William Eckhardt lärde investerare att handla efter Turtle-metoden. Deras regler fyllde en sida - köp breakouts till nya höjder och korta breakouts till nya låga. Diagramläsare tittade på glidande medelvärden och trendlinjer. Dessa tekniker, och andra liknande, identifierade lönsamma handelsmöjligheter visuellt och med enkla formler. Konfluensen av överkomliga persondatorer, nedladdningsbara historiska data, teknisk analys och grafprogram, lägre provisioner och smalare spreads tar tillsammans lägre inträdeshinder, vilket gör det möjligt för många att ta upp handel för nöje och vinst. 
Vid mitten av 1990-talet hade de enkla teknikerna upptäckts, utnyttjats och delats. Marknaderna blev mycket effektivare, trenderna kortare i längd och vinst. Signaler blev svagare. Välfinansierade handelshus hyrde matematiker på avancerad nivå, utrustade handelsrum med kraftfulla höghastighetsarbetsstationer och utvecklade sofistikerad programvara för att upptäcka gradvis svagare signaler för att handla allt mer effektivare marknader.

## Modeller, indikatorer och tekniker
- Momentum[5]
- MACD
- Elliotvågor (EWT)[6]
- Fishnet
- Fibonacci-linjer[7]
- Bollingerband
- RSI
- Balansnivå
- Stokastisk oscillator
- Glidande medelvärde
- Artificiellt neuronnät
- Long V